# Pyrrhospora
Pyrrhospora is een geslacht van korstmossen dat behoort tot de orde Lecanorales van de ascomyceten. De typesoort is Pyrrhospora quernea.

## Soorten
Volgens Index Fungorum telt het geslacht acht soorten (peildatum februari 2024):
| Soortnaam                                | Auteur(s)                 | Publicatiejaar |
| ---------------------------------------- | ------------------------- | -------------- |
| Pyrrhospora bhutanensis                  | Aptroot                   | 2002           |
| Pyrrhospora chlororphnia                 | (Tuck.) Aptroot & Seaward | 2005           |
| Pyrrhospora endaurantia                  | Kalb & Aptroot            | 2021           |
| Pyrrhospora fuscisidiata                 | Aptroot & Wolseley        | 2007           |
| Pyrrhospora luminescens                  | Aptroot & Wolseley        | 2007           |
| Pyrrhospora palmicola                    | Aptroot & Seaward         | 2009           |
| Pyrrhospora quernea (Grove mosterdkorst) | (Dicks.) Körb.            | 1855           |
| Pyrrhospora rubiginans                   | (Nyl.) P. James & Poelt   | 1981           |